# Ex qua die

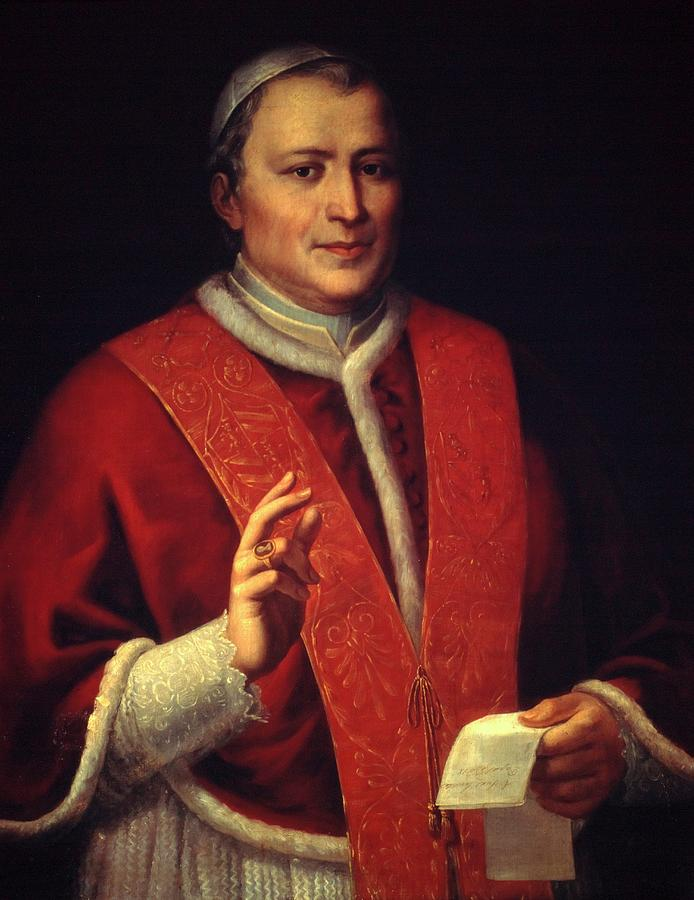
Papst Pius IX.

Ex qua die („Seit dem Tag“) ist ein Apostolisches Breve von Papst Pius IX. vom 4. März 1853, mit dem die katholische Hierarchie in den Niederlanden wiederhergestellt wurde.

## Vorgeschichte
Ein erster Versuch zur Wiederherstellung der Diözesen im damaligen Königreich der Vereinigten Niederlande wurde mit dem Konkordat von 1827 unternommen, das auch die Wiederherstellung der Diözese ’s-Hertogenbosch und die Gründung einer Diözese in Amsterdam vorsah. Dies war jedoch zunächst aufgrund protestantischer und liberaler Opposition und dann aufgrund der belgischen Revolution von 1830 nicht möglich.
Mit der Einführung einer liberalen Verfassung in den Niederlanden im Jahr 1848, die die Religionsfreiheit im gesamten Königreich garantierte, erhielt die katholische Kirche verfassungsmäßige Garantien, die es ermöglichten, sich neu zu organisieren sowie eine formelle und kanonische kirchliche Hierarchie zu etablieren.

### Vorherige Organisation
Im Jahr 1843 veröffentlichte die Propaganda Fide einen statistischen Bericht über katholische Missionen in der ganzen Welt, den ersten seiner Art. Dieser Veröffentlichung zufolge bestand die katholische Kirche in den Niederlanden in diesem Jahr aus fünf Kirchenbezirken.
1. Die Niederländische Mission war direkt der Propaganda Fide unterstellt und wurde vom Geschäftsträger des Vatikans bei der niederländischen Regierung, dem späteren Kardinal Innocenzo Ferrieri, geleitet. Die Mission umfasste über eine halbe Million Katholiken, 406 Pfarreien und Missionsstationen sowie über 650 Priester. Die Mission war in 7 Erzpriestertümer unterteilt:

- das Erzpriestertum von Holland und Seeland, zu dem unter anderem Amsterdam, Rotterdam, Den Haag, Leiden, Haarlem und Middelburg gehörten;
- das Erzpriestertum von Utrecht;
- das Erzpriestertum von Gelderland mit Hauptsitz in Arnheim;
- das Erzpriestertum von Twente;
- das Erzpriestertum von Salland und Drenthe mit Hauptsitz in Zwolle;
- das Erzpriestertum von Friesland mit Hauptsitz in Leeuwarden;
- das Erzpriestertum von Groningen.

1. Das Apostolische Vikariat ’s-Hertogenbosch, das von Henricus den Dubbelden, Titularbischof von Emmaüs, geleitet wurde, umfasste über 200.000 Katholiken, 137 Pfarreien, die in 9 Dekanate unterteilt waren, und etwa 240 Priester.
2. Das Apostolische Vikariat Grave, das von Johannes Zwijsen, dem Titularbischof von Geras, geleitet wurde, umfasste über 80.000 Katholiken, 82 Pfarreien, die in vier Dekanate unterteilt waren, und etwa 130 Priester. Tatsächlich existierte dieses Apostolische Vikariat seit 1840 nicht mehr, da es teilweise dem Apostolischen Vikariat Limburg angegliedert und teilweise der Autorität der Apostolischen Vikare von ’s-Hertogenbosch unterstellt war.
3. Das Apostolische Vikariat Breda, das von Joannes van Hooydonk, dem Titularbischof von Dardanus, geleitet wurde, umfasste über 110.000 Katholiken, 75 Pfarreien, die in drei Dekanate unterteilt waren, und 140 Priester.
4. Das Apostolische Vikariat Limburg, das von Joannes Paredis, dem Titularbischof von Hirina, geleitet wurde, umfasste fast 180.000 Katholiken, 136 Pfarreien, die in 12 Kantone unterteilt waren, und 320 Priester.

## Der Inhalt des Apostolischen Breve
- Der Papst erinnert zunächst daran, dass „wir seit dem Tag, an dem wir durch einen unergründlichen Plan der göttlichen Vorsehung auf den Apostolischen Stuhl erhoben wurden, unsere ganze Hingabe und unseren ganzen Eifer darauf gerichtet haben, die Bewahrung und die geistige Gesundheit der Gläubigen in Christus zu gewährleisten“. Und nachdem er mit Universalis Ecclesiae die katholische bischöfliche Hierarchie in England und Wales wiederhergestellt hat, richtet der Papst seinen Blick nun auf die Niederlande, deren Geschichte er in wenigen Zeilen rekapituliert, von der ersten Evangelisierung, die dem heiligen Willibrord zugeschrieben wird, bis zur Reform des 16. Jahrhunderts, als es in dem Land das Erzbistum Utrecht und die Suffragandiözesen Haarlem, Deventer, Leeuwarden, Groningen und Middelburg gab.
- Pius IX. erinnert weiter an die Krise des 16. Jahrhunderts, an das Aufkommen des Calvinismus, der dem Katholizismus in den Niederlanden ein Ende zu setzen drohte, und an das Wirken seiner Vorgänger zur Rettung der katholischen Kirche in diesem Land, angefangen mit der Ernennung des ersten apostolischen Vikars, Sasbout Vosmeer, zum Titularerzbischof von Philippi.
- Der historische Teil endet mit der Erinnerung an den unmittelbaren Vorgänger, Papst Gregor XVI., und seinem Wirken zur Wiederherstellung der katholischen Hierarchie in den Niederlanden durch die Errichtung mehrerer apostolischer Vikariate. Im Jahr 1841 hatten einige Verhandlungen mit der Regierung dieses Landes begonnen, aber die Zeit war noch nicht reif, die Frage der niederländischen Katholiken zu lösen.
- Doch nun, da sich die historischen Bedingungen geändert haben und eine neue, „mit Gerechtigkeit und Billigkeit reformierte“ Verfassung eingeführt wurde, glaubt Pius IX., dass die Zeit gekommen sei, die kirchliche Hierarchie in den Niederlanden wiederherzustellen und dem außerordentlichen Regime der apostolischen Vikare ein Ende zu setzen.
- Daher werden folgende Beschlüsse gefasst:

1. In den Niederlanden wird eine Kirchenprovinz errichtet, die aus fünf Bistümern besteht: dem Erzbistum Utrecht, das in seiner Würde als Metropolitansitz wiederhergestellt wurde, und den Suffragandiözesen Haarlem, ’s-Hertogenbosch, Breda und Roermond.
2. die Erzdiözese Utrecht wird den größten Teil der niederländischen Mission umfassen, d. h. die Provinzen Utrecht, Groningen, Gelderland, Friesland und Drenthe;
3. die Diözese Haarlem wurde aus den anderen Provinzen der Niederländischen Mission, nämlich Holland, kurz darauf in Zuid-Holland und Noord-Holland geteilt, und Zeeland, umfassen;
4. Die Bistümer ’s-Hertogenbosch und Breda behielten die Gebiete der vormaligen Apostolischen Vikariate bei, während das Bistum Roermond dem Apostolische Vikariat Limburg nachfolgte.

- Die niederländischen Teilkirchen wurden der Kongregation für die Verbreitung des Glaubens unterstellt. Gleichzeitig hob der Papst alle Entscheidungen und Sonderregelungen auf, die in der Vergangenheit zur Regelung des Lebens der Katholiken in den Niederlanden zur Zeit der Verfolgung erlassen worden waren.

## Die Reaktion auf das Breve
In protestantischen Kreisen stieß, neben den ablehnenden Äußerungen des Papstes gegenüber Johannes Calvin, auch die Tatsache auf wenig Zustimmung, dass die Kirchenprovinz Utrecht, das seit 1559 als Hochburg des Calvinismus galt, wiederhergestellt wurde. In dieser Stadt begann die sogenannte „Aprilbewegung“ (auf Niederländisch Aprilbeweging), eine große Protestbewegung gegen die Ankunft der katholischen Bischöfe. Die Petition dieser Bewegung wurde schließlich von fünfzigtausend Niederländern unterzeichnet. Das päpstliche Mandat führte auch zu Protestliedern, von denen einige auf die Melodie der offiziellen Nationalhymne der damaligen Zeit Wien Neêrlands Bloed verfasst waren.
Obwohl König Wilhelm III. seine Sympathie für die Aprilbewegung, die zum Sturz des Premierministers Johan Rudolf Thorbecke führte, nicht verbarg, wurde die katholische Hierarchie in den Niederlanden vollständig im Einklang mit dem päpstlichen Breve wiederhergestellt.
Die Wiederherstellung der katholischen Hierarchie in den Niederlanden provozierte auch einen scharfen und formellen Protest der Bischöfe der niederländischen Altkatholischen Kirche, die sich kanonisch als die rechtmäßigen Inhaber der Bistümer Utrecht und Haarlem betrachteten.

## Bibliographie
- Petrus Albers, H. van de Wetering: Geschiedenis van het herstel der hierarchie in de Nederlanden. Malmberg, 1904 (kb.nl [abgerufen am 29. Mai 2025]).
- DBNL: Nederlandse katholieken in een overgangstijdperk: omslag en terugslag in de jaren 1780-1830, Bijdragen en Mededelingen betreffende de Geschiedenis der Nederlanden. Deel 112. Abgerufen am 29. Mai 2025 (niederländisch).
- Jacobus Petrus van der Linden: L'émancipation catholique aux Pays-Bas. In: Revue d'Histoire du XIXe siècle - 1848. Band 39, Nr. 182, 1949, S. 3–16, doi:10.3406/r1848.1949.1439 (persee.fr [abgerufen am 29. Mai 2025]).
- Otto Mejer: Propaganda, ihre Provinzen und ihr Recht: mit besonderer Rücksicht auf Deutschland. Dieterich, 1852 (google.it [abgerufen am 29. Mai 2025]).
- Congregatio de Propaganda Fide: Iuris pontificii de propaganda fide: Pars prima, complectens bullas, brevia, acta S. S. a Congregationis institutione ad praesens [i. e. 1878 et pars secunda, complectens decreta, instructiones, encyclicas literas, etc. ab eadem Congregatione lata]. Ex Typographia Polyglotta S. C. de Propaganda Fide, 1894 (google.it [abgerufen am 29. Mai 2025]).